# Fitzroy River (Korallenmeer)
Der Fitzroy River ist ein Fluss im Osten des australischen Bundesstaates Queensland.

## Geografie

### Flusslauf
Der Fluss entsteht rund zwölf Kilometer nordöstlich der Kleinstadt Duaringa am Capricorn Highway am Zusammenfluss des Mackenzie River und des Dawson River. Von da aus mäandriert er mit geringem Gefälle zunächst kurz nach Osten, dann entlang der Boomer Range, östlich des Goodedulla-Nationalparks nach Norden und dann in einem Bogen, entlang des Bruce Highway, nach Südosten. Bei Rockhampton mündet er in die Keppel Bay und damit in das Korallenmeer.
Die Angaben zur Länge variieren von 335 bis 480 Kilometer. Das Einzugsgebiet des Fitzroy River ist mit über 140.000 km² nach dem Murray-Darling-Becken das zweitgrößte Flusssystem Australiens.
Die bedeutendste Stadt am Fitzroy River ist Rockhampton, etwa 40 Kilometer oberhalb der Mündung.

### Nebenflüsse mit Mündungshöhen
- Mackenzie River – 58 m
- Dawson River – 58 m
- Slatey Creek – 52 m
- Gogango Creek – 45 m
- Melaleuca Creek – 42 m
- Emu Creek – 41 m
- Mosquito Creek – 41 m
- Moah Creek – 40 m
- Scrub Creek – 39 m
- Green Creek – 38 m
- Back Creek – 31 m
- Nine Mile Creek – 31 m
- Seventeen Mile Creek – 29 m
- Ten Mile Creek – 28 m
- Templeton Creek – 26 m
- Glenroy Creek – 23 m
- Muldoon Creek – 20 m
- Camp Creek – 19 m
- Six Mile Creek – 18 m
- Marlborough Creek – 17 m
- Boggy Creek – 17 m
- Princhester Creek – 17 m
- Two Mile Creek – 15 m
- Canoona Creek – 14 m
- Alligator Creek – 13 m
- Planted Creek – 12 m
- Junction Creek – 11 m
- Stony Creek – 10 m
- Lagoon Creek – 8 m
- Limestone Creek – 8 m
- Sutherland Creek – 7 m
- Etna Creek – 7 m
- Limestone Creek – 7 m
- Gavial Creek – 2 m
- Black Creek – 1 m
- Back Creek – 0 m

(Quelle:)

## Namensherkunft
Er erhielt seinen Namen im Jahr 1853 nach dem damaligen Gouverneur von New South Wales, Charles Augustus FitzRoy.

## Wirtschaft
Im 19. und frühen 20. Jahrhundert war Rockhampton ein wichtiger Hafen, aber Felsriegel im Fluss verhinderten, dass der Fitzroy River von dort flussaufwärts mit Schiffen befahren werden konnte. Als die Schiffe allgemein größer wurden, wurde der Unterlauf des Flusses weniger wichtig für den kommerziellen Schiffsverkehr und heute findet man nur noch private Boote und kleine Fischerboote dort. Die Anlegestellen, die einst die Flussufer in Rockhampton säumten, verfallen zusehends oder wurden bereits abgerissen.
Die wichtigsten Industriezweige im Einzugsgebiet des Fitzroy River sind Steinkohlenbergbau, Viehzucht und Baumwollanbau.
Heute gibt es auch eine Reihe von Wehren und Stauseen im Einzugsgebiet des Fitzroy River. Der Fitzroy-Stausee in Rockhampton besitzt ein Stauvolumen von 61 Mio. m³ und versorgt die Stadt und ihre Umgebung mit Trinkwasser. Der Fairbairn-Stausee am Nogoa River, einem Nebenfluss des Mackenzie River, und etliche Wehre am Mackenzie River selbst sorgen für die Bewässerung der Felder, auf denen Baumwolle, Erdnüsse, Kichererbsen, Mais, Zitrusfrüchte, Wein und Melonen angebaut werden. Daneben bieten sie Wasser für die Kohleminen und Trinkwasser für die Stadt Emerald.

## Fauna

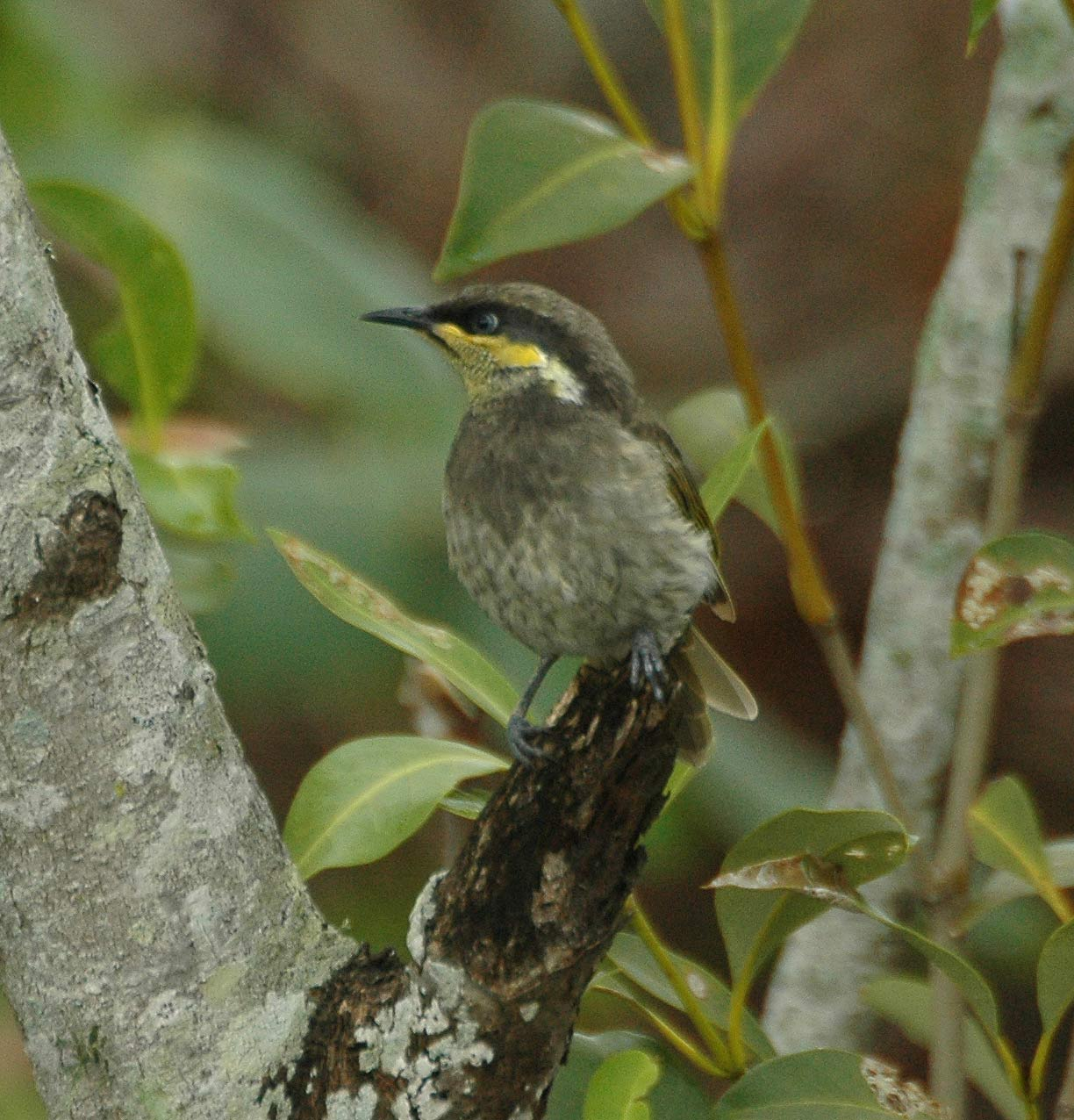
Am Unterlauf des Flusses finden sich viele Mangroven-Honigfresser

Am Unterlauf des Fitzroy River leben Leistenkrokodile; 2003 fing man ein vier Meter langes Exemplar. Im Einzugsgebiet des Flusses findet man die meisten Süßwasserfischarten in Queensland. Der Barramundi brütet im Fluss, ebenso wie der Rußtigerfisch (Hephaestus fuliginosus) und eine besondere Art der Dorschbarsche.
987 km² der Flussaue und des Deltas wurden von BirdLife International als Important Bird Area (IBA) eingestuft. Dort finden sich regelmäßig über 1 % des Weltvorkommens an Spitzschwanzstrandläufern und Brutplätze des seltenen Mangrovenhonigfressers (Lichenostomus fasciogularis).
An der Flussmündung fanden Forscher eine besondere Art von australischen Stupsfinnendelfinen, von denen es nur 70 Tiere gibt. Der WWF Australia befürchtet, dass der von Xstrata geplante Kohlehafen auf Balaclava Island die örtliche Stupsfinnendelfinpopulation ausrotten könnte.